# Ophiostoma clavatum
Ophiostoma clavatum är en svampart som beskrevs av Math.-Käärik 1951. Ophiostoma clavatum ingår i släktet Ophiostoma och familjen Ophiostomataceae.  Arten är reproducerande i Sverige. Inga underarter finns listade i Catalogue of Life.